# Jim Capobianco
Jim Capobianco é um roteirista e escritor norte-americano. Como reconhecimento, foi nomeado ao Oscar 2008 na categoria de Melhor Roteiro Original por Ratatouille.